# نهر محيسن (نصار)
نهر محيسن (بالفارسية: نهرمحیسن) هي قرية تقع في إيران في قسم نصار الريفي. يقدر عدد سكانها بـ 30 نسمة .